# Wierchoszyżemje
Wierchoszyżemje (ros. Верхошижемье) – osiedle typu miejskiego w Rosji, w obwodzie kirowskim, ośrodek administracyjny rejonu wierchoszyżemskiego. W 2010 liczyło 4498 mieszkańców.